# Jean Barzin
Jean Barzin (Namen, 12 februari 1947 - aldaar, 13 september 2018) was een Belgisch volksvertegenwoordiger en senator.

## Levensloop
In 1970 promoveerde Barzin tot doctor in de rechten aan de UCL, waarna hij in 1971 licentiaat in het notariaat werd aan de ULB. In 1970 werd hij advocaat aan de Balie van Namen. Vervolgens was hij van 1978 tot 1982 plaatsvervangend vrederechter van het eerste kanton Namen. 
Ondertussen werd Barzin politiek actief voor de PRL. Van 1971 tot 1976 was hij OCMW-raadslid van Namen, waarna hij er van 1977 tot 1994 gemeenteraadslid was. Van 1981 tot 1985 zetelde hij eveneens voor het arrondissement Namen in de Kamer van volksvertegenwoordigers. Hierdoor zetelde hij automatisch ook in de Waalse Gewestraad en de Raad van de Franse Gemeenschap. Nadat hij in 1985 niet herkozen werd in de Kamer, was hij van 1987 tot 1995 in de Belgische Senaat rechtstreeks gekozen senator voor het arrondissement Namen-Dinant-Philippeville. Van 1995 tot 1999 zetelde hij nogmaals in de Kamer. In deze periode was hij secretaris van de tweede onderzoekscommissie naar de Bende van Nijvel. In 1989 was hij samen met Jacqueline Herzet kandidaat-voorzitter van de PRL, maar ze verloren van Antoine Duquesne en Daniel Ducarme.
In 1999 verliet Barzin de politiek, waarmee hij de weg vrijmaakte voor de politieke loopbaan van zijn dochter Anne Barzin. In september 2018 overleed hij na een slepende ziekte.